# Inspección (general)

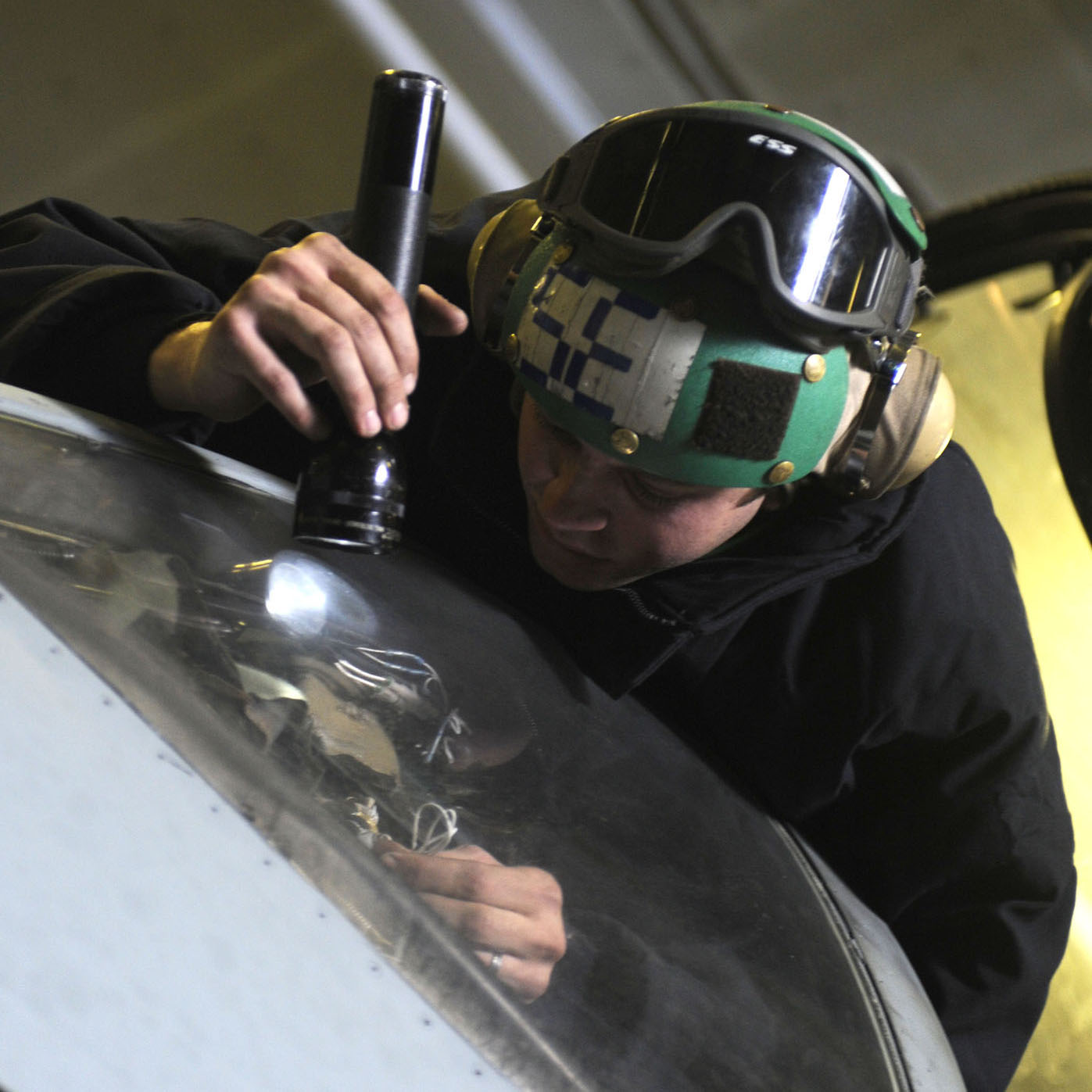
Comprobación de mantenimiento de equipos electrónicos en un avión de la Armada de EE. UU.

Una inspección es, por lo general, un examen organizado o un ejercicio de evaluación formal. En las actividades de ingeniería, la inspección implica las mediciones, pruebas y calibres aplicados a ciertas características con respecto a un objeto o actividad. Los resultados generalmente se comparan con requisitos y estándares específicos para determinar si el artículo o actividad está en línea con estos objetivos, a menudo con un Procedimiento de inspección estándar implementado para garantizar una verificación consistente. Las inspecciones suelen ser no destructivas.
Las inspecciones pueden ser una inspección visual o involucrar tecnologías de detección como pruebas ultrasónicas, realizadas con una presencia física directa o de forma remota, como una inspección visual remota, y manual o automáticamente, como una inspección óptica automatizada. La fotogrametría y la medición óptica sin contacto se han convertido en métodos END habituales para la inspección de componentes fabricados y la optimización del diseño.
Una revisión del escrutinio de los servicios públicos realizada por el gobierno escocés en 2007 (la Revisión Crerar) definió la inspección de los servicios públicos como "... un escrutinio periódico y específico de servicios específicos, para verificar si cumplen con los estándares de desempeño nacionales y locales, así como con los requisitos legislativos y profesionales, y las necesidades de los usuarios del servicio."
Una inspección sorpresa tiende a tener resultados diferentes a una inspección anunciada. Los líderes que quieran saber cómo se desempeñan otros en su organización pueden visitarla sin previo aviso para ver directamente qué sucede. Si una inspección se informa con antelación, puede dar a las personas la oportunidad de encubrir o corregir errores. Esto podría dar lugar a conclusiones distorsionadas e inexactas. Por lo tanto, una inspección sorpresa brinda a los inspectores una mejor idea del estado típico del objeto o proceso inspeccionado que una inspección anunciada. También mejora la confianza externa en el proceso de inspección.

## Inspección específica

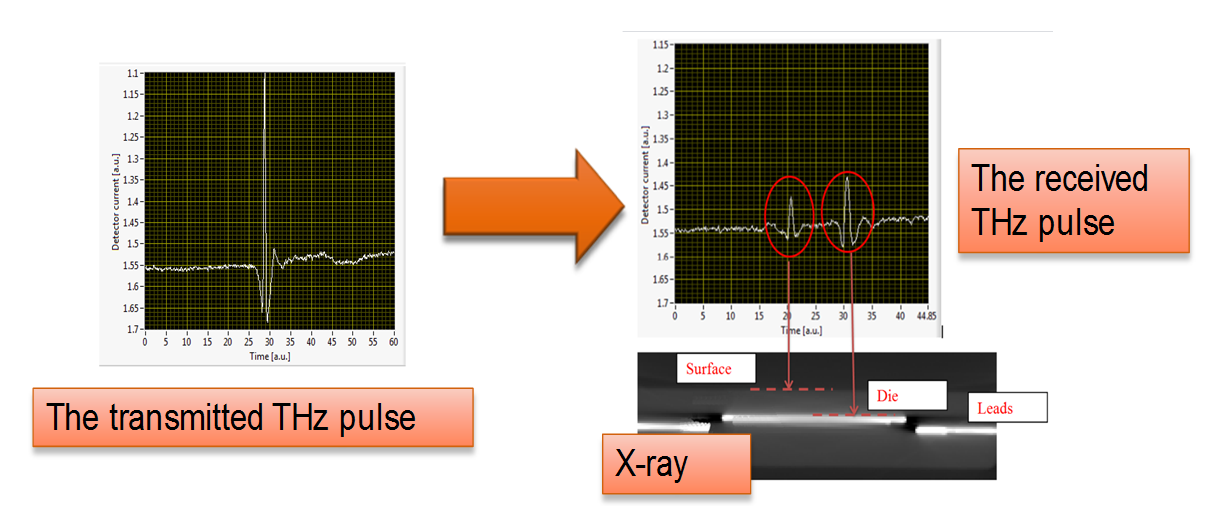
Inspección y medición del espesor de las diferentes capas de un chip electrónico mediante THz y radiación de rayos X. THz tiene el privilegio de ser no ionizante (no destructivo) pero la resolución de los rayos X es mayor.

### Fabricación
La inspección/verificación durante el proceso relacionada con la calidad es una parte esencial del control de calidad en la fabricación. características de un producto o proceso y comparar los resultados con los requisitos especificados para determinar si se cumplen los requisitos para cada característica.Los ejemplos comunes de inspección mediante medición o calibrado incluyen el uso de un calibre o micrómetro para determinar si una dimensión de una pieza fabricada está dentro de la tolerancia dimensional especificada en un dibujo para esa pieza y, por lo tanto, es aceptable para su uso.
El diseño para inspección (DFI) es un concepto que debe complementar y trabajar en colaboración con el diseño para la capacidad de fabricación (DFM) y el diseño para el ensamblaje (DMA) para reducir el costo de fabricación del producto y aumentar la practicidad de fabricación.
La fotogrametría es una forma moderna de inspección visual que ofrece alta precisión y trazabilidad para diversas industrias. El sistema 3D portátil es una máquina de medición de coordenadas ópticas (MMC) versátil con una amplia gama de capacidades. Se pueden tomar mediciones puntuales de alta precisión mediante la inspección realizada directamente en modelos, geometrías o dibujos CAD.(DFI)

### Equipo contra incendios
La mayoría de los equipos contra incendios deben ser inspeccionados para asegurarse de que, en caso de incendio, se haya hecho todo lo posible para garantizar que no se salga de control. Los extintores deben ser inspeccionados todos los meses por ley y una empresa de mantenimiento debe inspeccionarlos al menos una vez al año. Los extintores pueden ser pesados, por lo que es una buena idea practicar cómo levantarlos y sostenerlos para tener una idea del peso y la sensación.

### Negocios
En el comercio internacional varios países de destino requieren inspección previa al envío. El importador indica al transportista qué empresa de inspección debe utilizar. El inspector toma fotografías y un informe para certificar que los bienes que se envían y producen se ajustan a los documentos adjuntos. La inspección de productos básicos es otro término que se utiliza entre compradores y vendedores. El alcance del trabajo de inspección de productos depende de los compradores. Algunos compradores contratan agencias de inspección solo para inspecciones previas al envío, es decir, inspecciones visuales de calidad, cantidad, embalaje, marcado y carga, y algunos otros solicitan inspecciones de nivel superior y piden a las agencias de inspección que asistan a las tiendas de los proveedores e inspeccionen los productos durante los procesos de fabricación. Normalmente la inspección se realiza en base a un plan de inspección y prueba acordado.

### Gobierno
En el gobierno y la política, una inspección es el acto de una autoridad de monitoreo que administra una revisión oficial de diversos criterios (como documentos, instalaciones, registros y cualquier otro activo) que la autoridad considera relacionados con la inspección. Las inspecciones se utilizan con el fin de determinar si un organismo cumple con las regulaciones. El inspector examina los criterios y habla con las personas involucradas. Tras dichas visitas se elabora un informe y una evaluación.
En los Estados Unidos, el Servicio de Inspección de Seguridad Alimentaria se encarga de garantizar que todos los productos cárnicos y de huevo sean seguros para consumir y estén etiquetados con precisión. La Ley de Inspección de Carne de 1906 autorizó al Secretario de Agricultura a ordenar inspecciones de carne y condenar cualquier carne que no fuera apta para el consumo humano.
La Comisión de Vigilancia, Verificación e Inspección de las Naciones Unidas es un organismo regulador que inspecciona las armas de destrucción masiva.
La Comisión Escocesa para la Regulación de los Cuidados regula e inspecciona los servicios de cuidados en Escocia.
Una inspección del trabajo es un organismo gubernamental que realiza controles sobre el cumplimiento de la legislación laboral. Realiza inspecciones en el lugar de trabajo o en la obra.

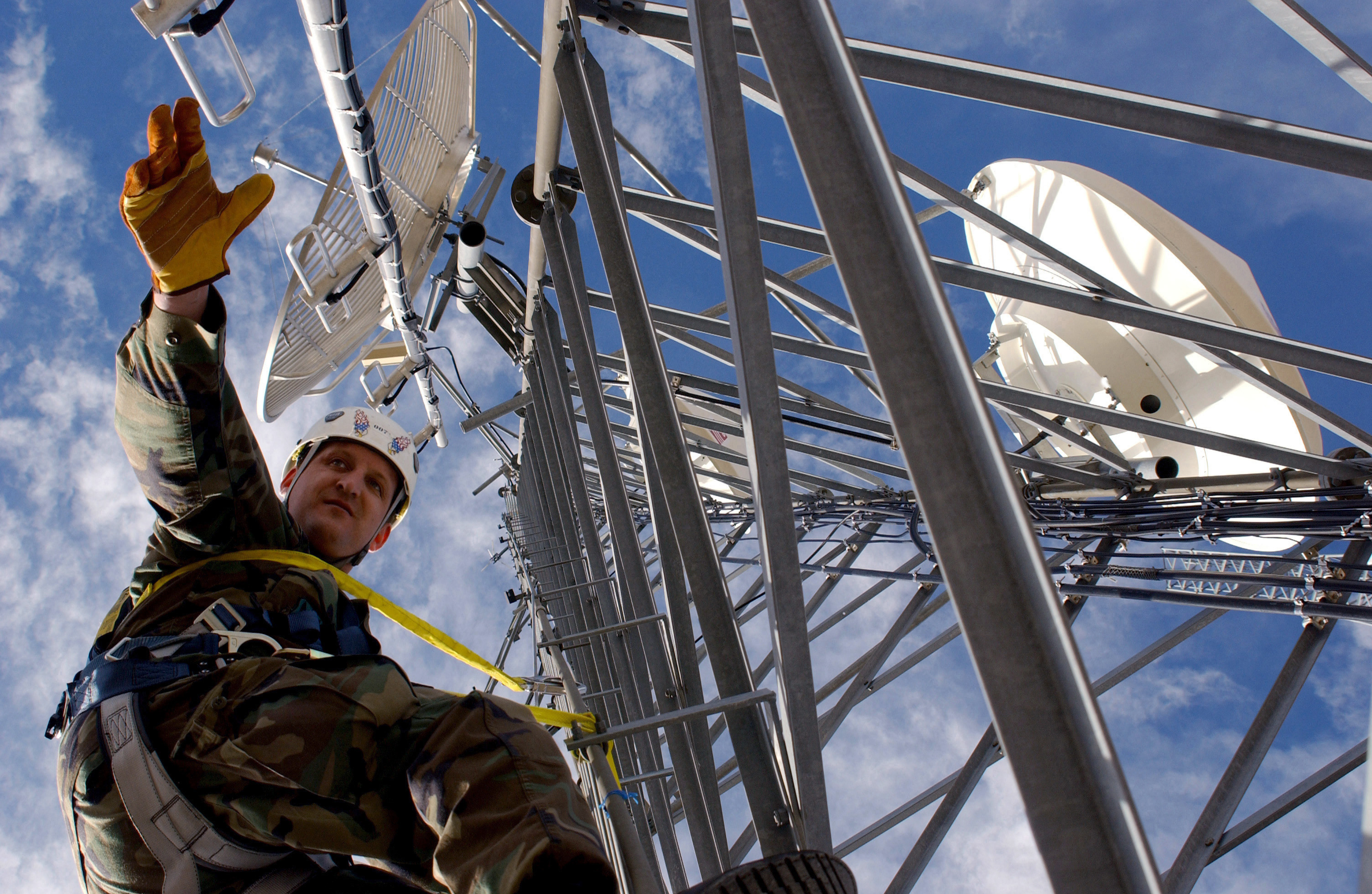
Un miembro de la Guardia Nacional Aérea de Oregón realiza una inspección de una torre de radio.

### Vehículos de carretera
Una inspección vehicular, por ejemplo, una inspección anual, es una inspección necesaria que se requiere en los vehículos para cumplir con las leyes relativas a seguridad, emisiones o ambas. Consiste en un examen de los componentes de un vehículo, generalmente realizado por un mecánico certificado. Los vehículos pasan una inspección previa a la garantía, si, y sólo si, un mecánico proporciona evidencia del correcto funcionamiento de los sistemas del vehículo especificados en el tipo de inspección.

### Ingeniería Mecánica
Por lo general, se realiza una inspección mecánica para garantizar la seguridad o confiabilidad de las estructuras o maquinaria.
En Europa, los organismos que participan en la inspección de ingeniería pueden ser evaluados por organismos de acreditación de acuerdo con la norma ISO 17020 "Criterios generales para el funcionamiento de varios tipos de organismos que realizan inspecciones". Esta norma define la inspección como "el examen de un producto, proceso, servicio o instalación o de su diseño y la determinación de su conformidad con requisitos específicos o, sobre la base del criterio profesional, con requisitos generales".
El examen no destructivo (END) o las pruebas no destructivas (PND) es una familia de tecnologías utilizadas durante la inspección para analizar materiales, componentes y productos en busca de defectos inherentes (como fracturas o grietas) o defectos inducidos por el servicio (daños por uso). Algunos métodos comunes son la exploración visual, tomografía computarizada industrial, microscopía, inspección con tintes penetrantes, inspección con partículas magnéticas, pruebas radiográficas o de rayos X, pruebas ultrasónicas, pruebas de corrientes parásitas, pruebas de emisiones acústicas y la inspección termográfica. Además, muchas inspecciones no destructivas se pueden realizar con una báscula de precisión o, cuando está en movimiento, con una controladora de peso. Los microscopios estereoscópicos se utilizan a menudo para examinar productos pequeños, como placas de circuito, en busca de defectos.
La inspección de tuberías es un proceso crucial para garantizar la integridad y seguridad de las tuberías utilizadas en diversas industrias, como la de petróleo y gas, fertilizantes, industrias de procesos, alimentos y bebidas, distribución de agua y transporte. Este examen sistemático implica la evaluación de los materiales de las tuberías, la integridad estructural, los niveles de corrosión y los posibles defectos utilizando tecnologías avanzadas como pruebas ultrasónicas, fugas de flujo magnético e inspecciones visuales. Las inspecciones periódicas ayudan a identificar problemas tempranamente, lo que permite un mantenimiento oportuno y reduce el riesgo de fugas o fallas catastróficas, garantizando así el funcionamiento eficiente y seguro de estos componentes vitales de la infraestructura.
La inspección y la asistencia técnica durante las paradas ayudan a reducir los costosos tiempos de inactividad y garantizan el reinicio de las operaciones de forma rápida y segura. 

### Médico
Una inspección médica es la visualización minuciosa y pausada de un paciente, para ello se requiere el uso del ojo desnudo.

### Militar
Un buque de inspección es una embarcación utilizada para inspeccionar los barcos que entran o salen de un puerto durante tiempos de guerra.

### Ferrocarril
Las locomotoras de inspección del ferrocarril eran tipos especiales de locomotoras de vapor diseñadas para transportar a los funcionarios del ferrocarril en recorridos de inspección de la propiedad del ferrocarril.

### Bienes raíces
Una evaluación del estado de la propiedad es el examen con el fin de evaluar el estado de una propiedad comercial o empresarial, a menudo como parte de una investigación de diligencia debida para que una empresa sepa lo que está comprando. Los funcionarios del código de construcción realizan una inspección del edificio para determinar el cumplimiento del código en edificios nuevos o modificados antes de emitir un certificado de ocupación. Las inspecciones residenciales que no cumplen con el código se denominan inspección de vivienda. Existen numerosos tipos de inspecciones de infraestructura y bienes raíces más específicas, como la inspección de tormentas de viento, la auditoría energética y la inspección por video de tuberías.

### Inspección de software
La inspección de software, en programación de software, se refiere a la revisión por pares de cualquier producto de trabajo realizada por personas capacitadas que buscan errores utilizando un protocolo de prueba definido.